# I girasoli (film)
I girasoli è un film del 1970 diretto da Vittorio De Sica ed interpretato da  Sophia Loren e Marcello Mastroianni. La colonna sonora di Henry Mancini fu candidata al Premio Oscar.

## Trama
Giovanna è alla ricerca di notizie sul marito Antonio, dato per disperso in Unione Sovietica durante la ritirata del 1943, ma le autorità militari ed il Ministero della difesa non sanno darle notizie precise e lei, non accettando che il marito possa essere morto, decide di partire per Mosca, allo scopo di cercarlo personalmente.
La loro storia era iniziata a Napoli, con il fidanzamento avvenuto solo alcuni giorni prima della partenza di Antonio per l'Africa; Giovanna sembrava molto innamorata e aveva pensato di sposarsi, per far ottenere al fidanzato una licenza matrimoniale di dodici giorni, sperando che nel frattempo la guerra potesse finire. Antonio, dopo un iniziale scetticismo, accetta: dopo la cerimonia i due partono per il viaggio di nozze, che passano nella sua casa nella provincia lombarda, dove, in prossimità della scadenza della licenza, escogitano un piano per fare passare Antonio per pazzo e farlo riformare.
Il piano tuttavia viene scoperto e, per evitare di finire davanti al tribunale militare, Antonio è costretto ad offrirsi volontario per il fronte orientale. Alla fine della guerra, alla stazione di Milano, Giovanna incontra un soldato che ha condiviso con Antonio i giorni della ritirata dal fronte del Don. Il reduce racconta del loro reparto decimato, degli attacchi dell'Armata Rossa, degli stenti, della fame e del freddo, e di Antonio che, troppo indebolito per proseguire, lascia andare l'amico, che negli ultimi giorni lo aveva sostenuto, e si lascia cadere nella neve.
Il reduce non è in grado di dire alla donna se Antonio sia morto o se sia sopravvissuto, ma la speranza non abbandona Giovanna e, nonostante lo scetticismo della suocera, decide di partire per l'Unione Sovietica per cercarlo. Una volta giunta nella capitale viene accompagnata da un funzionario del Ministero degli esteri sovietico nei luoghi in cui ha combattuto l'8ª Armata, ma nei campi di girasoli, dove sono stati seppelliti soldati e civili durante la guerra, nei villaggi e nei cimiteri, di Antonio non vi è traccia ed anche il funzionario, che pazientemente l'ha seguita, la invita a rassegnarsi, traducendole la poesia scolpita sulla lapide che si trova in un immenso cimitero di soldati italiani.
Giovanna continua a rifiutare questa idea e prosegue le ricerche da sola, giungendo infine in un paese dove alcune anziane signore, vedendo la foto di Antonio, le indicano un'isba dove vive Maša, una giovane donna con una figlia piccola, che, vedendo Giovanna, la saluta dicendole “buongiorno”.
La donna, turbata e spaventata dall'arrivo di Giovanna, riesce a spiegarle come abbia trovato Antonio morente. Giovanna viene accompagnata alla piccola stazione del paese e qui ritrova Antonio: nel momento in cui i due si vedono, capisce che la permanenza in Unione Sovietica di Antonio è stata frutto di una scelta. Sopraffatta dalla disperazione, sale sul treno senza dire una parola, e successivamente piangendo, e fa ritorno in Italia.
Qualche tempo dopo Antonio torna in Italia e telefona a Giovanna, nel frattempo trasferitasi a Milano, ma lei si rifiuta di incontrarlo, riferendogli che ora vive con un altro uomo. Dopo poco però cambia idea, e decide di incontrare l'uomo per un'ultima volta. Arrivato a casa, Antonio le dice di scappare insieme, ma lei rifiuta perché non vuole rovinare la vita di due bambini, visto che anche lei, successivamente al suo ritorno in Italia, ne ha avuto uno dalla relazione con un collega della fabbrica nella quale lavora (l'uomo di cui aveva accennato al telefono). La mattina dopo, Giovanna accompagna Antonio alla stazione.

## Incongruenze
Quando Antonio rientra a Milano per incontrare nuovamente Giovanna, in una scena entra in un bar dove la televisione sta trasmettendo una serata del Festival di Sanremo, probabilmente la prima edizione del 1951 considerato che la canzone trasmessa è Grazie dei fiori, cantata da Nilla Pizzi, però la prima edizione venne trasmessa soltanto alla radio; la prima trasmissione televisiva del Festival avvenne nell'edizione del 1955 oltre al fatto che le trasmissioni televisive regolari in Italia cominciarono il 3 gennaio del 1954.
Le mostrine sulle uniformi, nella scena alla stazione, sono della divisione di fanteria "Aosta", che non prese parte alla campagna di Russia rimanendo in territorio metropolitano; ovvero in Sicilia.
L'uniforme dei Carabinieri Reali è errata, poiché quella grigioverde era concessa solo ai reparti mobilitati al fronte; in patria si usava il turchino.

## Riconoscimenti
- 1971 - Premio Oscar
  - Candidatura Migliore colonna sonora a Henry Mancini
- 1970 - David di Donatello
  - Migliore attrice protagonista a Sophia Loren